# Transketolase
Transketolase (TK) (Gen: TKT) ist der Name für Enzyme, die eine Ketogruppe von Xylulose-5-phosphat auf ein Aldol übertragen, meist Ribose-5-phosphat. Dieser Reaktionsschritt, zusammen mit dem der Transaldolase, verbindet die Glykolyse mit dem Pentosephosphatweg. Transketolasen kommen in Bakterien, Pflanzen und Tieren vor. In Säugetieren haben sich mehrere Isoformen gebildet, wie beispielsweise Transketolase-like-1. Mutationen am TKT-Gen führen zum Mangel an Transketolase-Aktivität, was zusammen mit Mangel an ihrem Coenzym Thiamin (Vitamin B1) zum Wernicke-Korsakow-Syndrom bei Alkoholikern führt.

## Katalysierte Reaktion
|  | Xylulose-5-phosphat          | + |  | D-Ribose-5-phosphat      |
|  |                              |   |  |                          |
|  | D-Glycerinaldehyd-3-phosphat | + |  | Sedoheptulose-7-phosphat |